# Заборье (Рязанский район)
Заборье — село в Рязанском районе Рязанской области России. Является административным центром Заборьевского сельского поселения.

## География
Село Заборье расположено примерно в 21 км к северу от центра Рязани у автомобильной трассы Р123 Рязань — Спас-Клепики. На юге село граничит с Солотчей.

## История
В сотной грамоте конца XVI века указано, что Солотчинскому монастырю принадлежали расположенные рядом деревни Рыгово и Заборье.
В 1905 году деревни относились к Солотчинской волости Рязанского уезда. Рыгово имело 212 дворов при численности населения 1494 человек, а Заборье — 248 дворов при численности населения 1548 человек.
В конце 30-х годов XX века деревни были объединены в одну.
В селе происходят основные события повести Константина Паустовского «Телеграмма», также упоминается Рязанско-Владимирская узкоколейная железная дорога Рязань затопляемая — Тума.

## Образование
В селе есть Заборьевская средняя школа, основанная в 1914 г. Она состоит из нескольких зданий: основной и средней школы, начальной школы и дошкольной группы, спортзала. Директором школы является Колбасин Александр Владимирович. (2025)

## население(зч)
| 1905 | 2010  |
| ---- | ----- |
| 1548 | ↗1617 |

## Транспорт и связь
Село не имеет регулярное автобусное сообщение с областным центром.
В селе Заборье имеется одноимённое сельское отделение почтовой связи (индекс 390523).

## Известные уроженцы
Курыгин, Анатолий Алексеевич (1932—2011) — хирург, генерал-майор медицинской службы.